# Alfred Schrick
Alfred Karl Schrick (* 19. August 1919 in Alsenz, Nordpfalz; † 7. August 2007 in Mainz) war ein deutscher Autor und Dichter humoristischer Verse.

## Leben und Wirken
Alfred Schrick wuchs als Sohn eines Winzers und Gastwirts in der Nordpfalz auf. Er besuchte das Gymnasium in Bad Kreuznach und legte sein Abitur 1938 ab; ein Schulfreund war Jockel Fuchs. Vor Beginn des Zweiten Weltkriegs studierte er 1938 bis Mitte 1941 Wirtschaftswissenschaft an der  Technischen Hochschule München, wurde dann in die Wehrmacht eingezogen und war an Kriegsschauplätzen in Südwestfrankreich und Italien als Übersetzer eingesetzt. Nach Kriegsende gehörte er zu den ersten Studenten der wiederaufgebauten Mainzer Johannes Gutenberg-Universität, an der er Jura (u. a. bei Walter Schätzel) studierte; danach in Speyer an der neu geschaffenen Hochschule für Verwaltungswissenschaften Verwaltungsrecht. Nach seiner Referendarszeit trat er zu Beginn der 1950er-Jahre in den Landesdienst im rheinland-pfälzischen Ministerium des Inneren ein, wo bis zu seiner Pensionierung 1982, zuletzt als Leitender Ministerialrat in der von Rudolf Rumetsch geleiteten Abteilung für Kommunalgesetzgebung arbeitete; dabei war er in den 1960er-Jahren an der Gebietsreform und Schaffung der Verbandsgemeinden in Rheinland-Pfalz maßgeblich beteiligt.
Neben seiner hauptberuflichen Tätigkeit und seinen Schriften zum Verwaltungsrecht schrieb er seit den 1960er Jahren eine Reihe von Büchern, in denen er auf humoristische Weise seine Erfahrungen in der Verwaltung reflektierte; später verschob sich sein Interesse auf Heimatforschung zur Nordpfalz (u. a. in Zusammenarbeit mit dem Nordpfälzer Geschichtsverein) und Mundartforschung. So war er 1998 Mitherausgeber des Alsenzer Wörterbuchs, im Jahr 2002 erschien sein letztes Werk, seine Kindheits- und Jugenderinnerungen an das Alsenzer Bahnhofsviertel. Ein letztes Buch zur Wirtschaftsgeschichte Alsenz’ in den Zwischenkriegsjahren konnte Alfred Schrick krankheitsbedingt nicht mehr realisieren.
Neben seiner schriftstellerischen Tätigkeit war Schrick in der Kirchengemeinde Mainz-Hechtsheim als Organist, Mitglied des Kirchenvorstands und langjähriger Redakteur des Gemeindeblatts „Der Anruf“ tätig.

## Werke (Auswahl)
- Der lachende Bürokrat. Mainz, Deutscher Gemeinde-Verlag, 1962
- Streng vertraulich. Eine heitere Begriffologie aus den Amtsstuben der Verwaltung. Köln, Müssener Verlag, 1966.
- Zwischen Pult und Aktenbock – Be- und Erkenntnisse eines Bürokraten. Mainz, Deutscher Fachverlag, 1971.
- Der Kollege nebenan. Kaiserslautern. Pfeiffer's Druckerei und Verlag, 1978.
- Wie sagen's wir dem Bürger. Impressionen aus dem Behördenalltag. Kaiserslautern. Pfeiffer's Druckerei und Verlag, 1978.
- Der verrückt gewordene Grenzstein und andere bürokratische Schelmereien. Merkwürdiger Schriftwechsel eines pensionierten Bürokraten. Mit Illustrationen von Hannelore Clemenz-Rau. Otterbach: Verlag Franz Arbogast, 1986.
- Unner uns gesaat. Heitere und kritische Verse. Otterbach, Verlag Franz Arbogast, 1998.
- Alsemol. Heitere und besinnliche Verse in nordpfälzischer Mundart. Verlag für Literatur Walter & Gerhard Rupek, um 1995.
- Geschdern, heit un moije. Gedichte in nordpfälzer Mundart. Mainz: Selbstverlag, 1997.
- Alsenzer Wörterbuch, mit Karl May (2 Bände). Otterbach, Verlag Franz Arbogast, 1998 und 2001.
- Damals – Kindheit und Jugend um das Alsenzer Bahnhofsviertel. Selbstverlag, 2002.